# NGC 3277
NGC 3277 je galaksija u zviježđu Malom lavu.

## Vanjske poveznice
- (eng.) SEDS: NGC 3277
- (eng.) Izvangalaktička baza podataka NASA-e i IPAC-a
- (eng.) Astronomska baza podataka SIMBAD